# İncir Han
Koordinaten: 37° 28′ 42,9″ N, 30° 32′ 0,4″ O

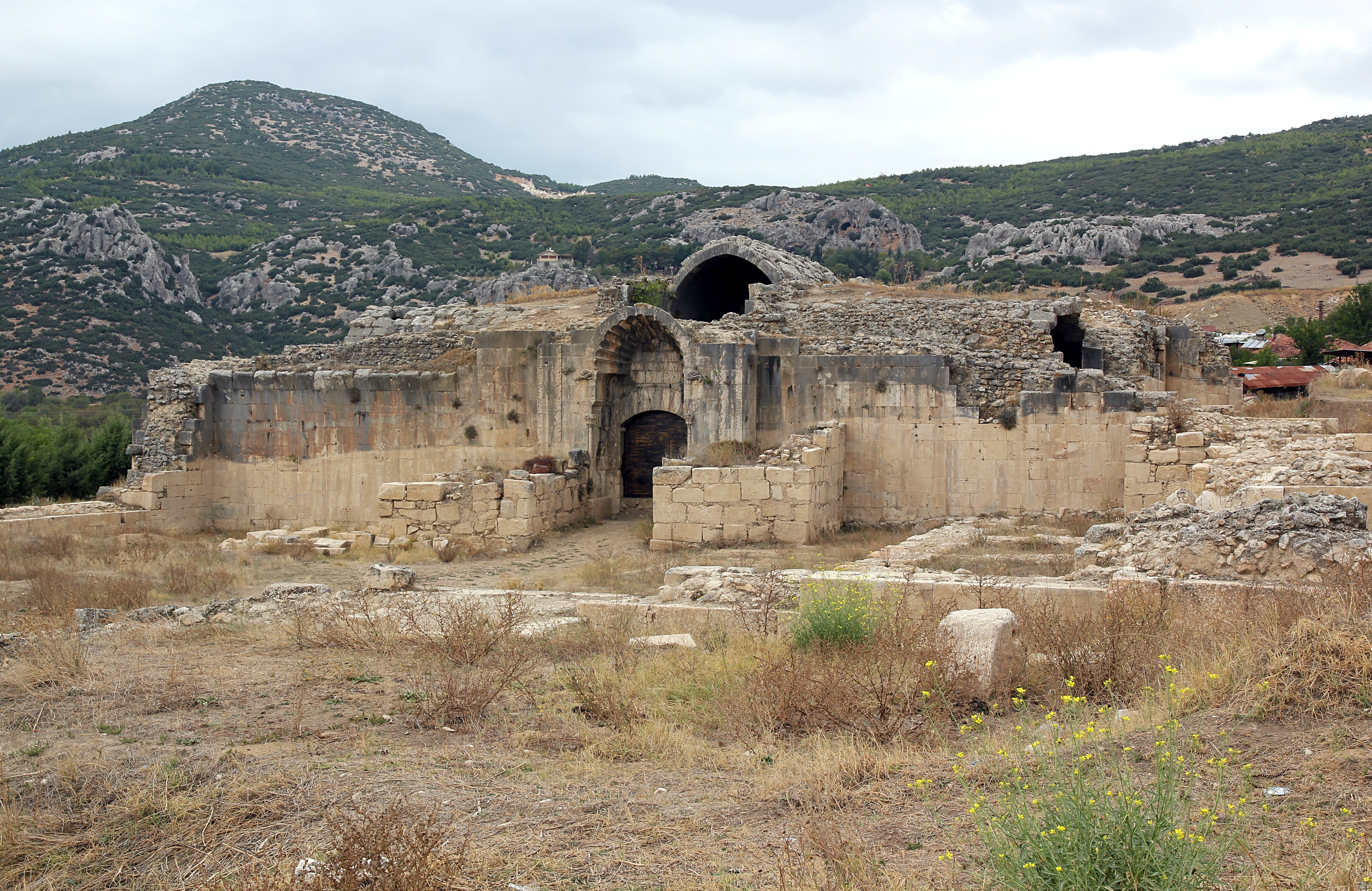
İncir Han von Südosten

Der İncir Han (türk. İncir Hanı) ist eine seldschukische Karawanserei südlich von Burdur in der gleichnamigen türkischen Provinz.

## Lage
Der Han liegt etwa fünf Kilometer nordwestlich des Zentrums von Bucak und 35 Kilometer südöstlich der Provinzhauptstadt Burdur, drei Kilometer westlich der Fernstraße D-650 von Afyonkarahisar über Burdur nach Antalya. Es ist der vierte Han an der alten Straße, die Antalya über Burdur mit Konya, der Hauptstadt des Sultanats der Rum-Seldschuken, verband. Davor liegen Evdir Han, Kırkgöz Han und Susuz Han.

## Baugeschichte
Nach der Bauinschrift, die über dem Hauptportal des gedeckten Teils angebracht ist, wurde die Karawanserei 1238–1239 errichtet. Als Bauherr wird der Seldschukensultan Giyaseddin Keyhüsrev II. (reg. 1237–1246) genannt. Er wird in der Inschrift mit zahlreichen Ehrentiteln belegt, darunter „großer König der Könige“, „Herrscher über die gebeugten Köpfe des Volkes“, „Herr der Sultane der Araber und Nicht-Araber“, „Sultan des Landes und der zwei Meere“ sowie „Zweiter Alexander der Große“. Besonders letzterer Titel ist sehr ungewöhnlich und anderweitig nicht nachgewiesen. Von 1992 bis 2000 unternahmen R. H. Unal und das Archäologische Museum Burdur Ausgrabungen, bei denen die Fundamente des offenen Vorhofs freigelegt und identifiziert wurden.

## Aufbau

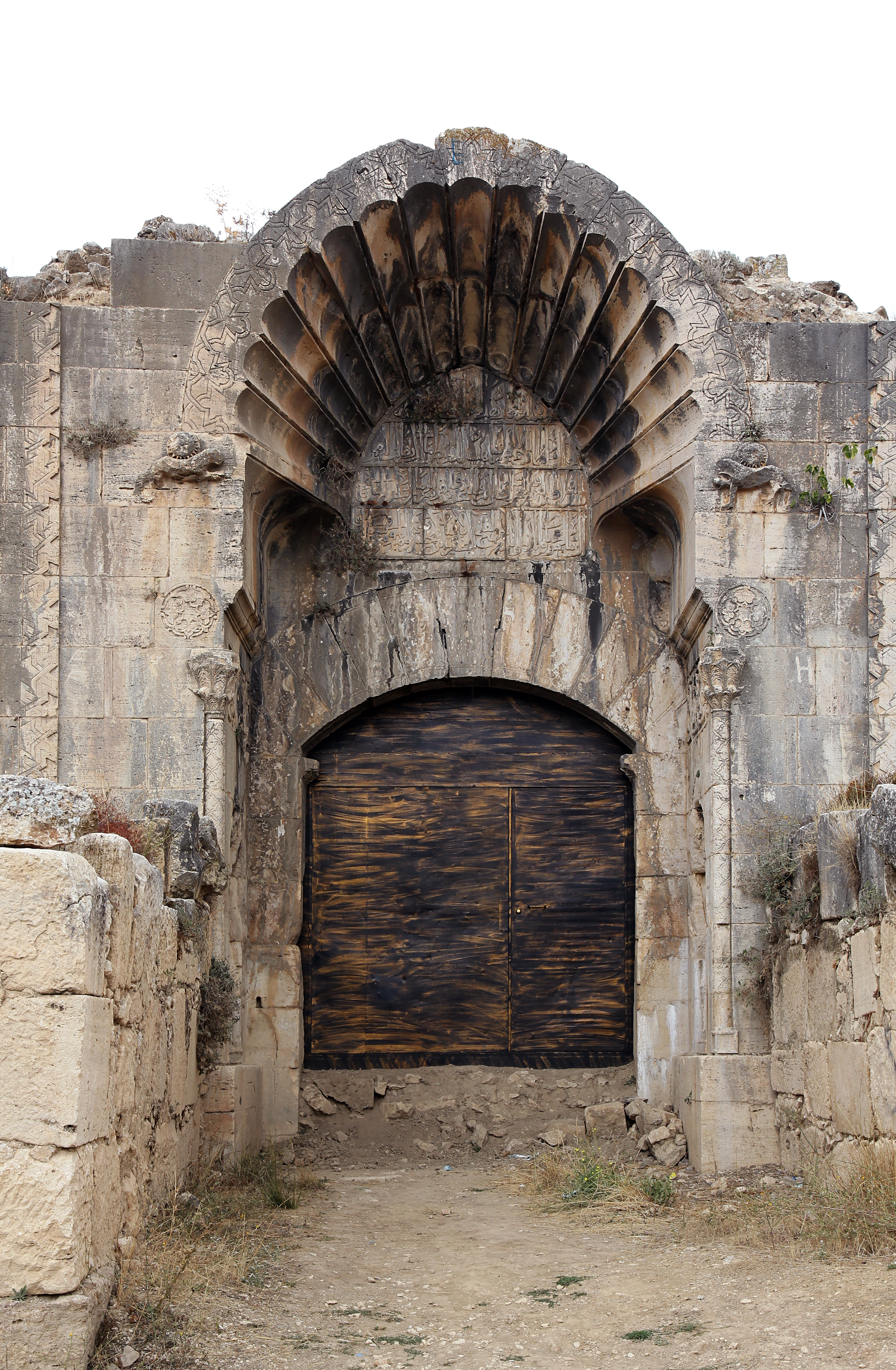
Portal der gedeckten Abteilung

Der Han besteht aus einem offenen und einem geschlossenen Teil, wobei der geschlossene Teil mit 29 × 36 Metern geringfügig kleiner ist als der offene Vorhof mit 31 × 36 Metern. Das Gebäude ist von Nordwesten nach Südosten ausgerichtet, der Eingang liegt im Südosten. Der offene Teil war durch Sedimente, die vom östlich gelegenen Kocadağ herabgespült wurden, komplett begraben, die Ruinen wurden aber bei den Ausgrabungen der 1990er Jahre freigelegt. Der Vorhof konnte durch ein Portal im Süden mit einem Iwan betreten werden. Beiderseits des Portals lagen zwei Räume, von denen der östliche wohl das Quartier des Hanverwalters war. Entlang der östlichen Außenwand öffneten sich sieben identische Räume, wahrscheinlich mit Tonnengewölben, zum Hof hin. Auf der gegenüberliegenden Seite wurden Reste einer Arkadenreihe gefunden, hinter der sieben offene Räume lagen, die voneinander wiederum durch Bogenwände getrennt waren. Sie waren von spitzbogigen Gewölben überdacht, die sich zum Hof hin öffneten.
Vom Hof betritt man den gedeckten Teil über ein weiteres Portal, das in der gleichen Achse wie der Hofeingang liegt. Der Innenraum besitzt in Nord-Süd-Richtung ein höheres Mittelschiff mit je zwei Seitenschiffen rechts und links. In Querrichtung ist der Raum in sieben Schiffe aufgeteilt. Im vierten Querschiff war das Gebäude vermutlich von einer zentralen Kuppel überkrönt, von der allerdings nichts erhalten ist, da das Tonnengewölbe des Mittelschiffs teilweise eingestürzt ist. Neben anzunehmenden Fenstern in der Kuppel wurde der Innenraum von je sieben Schlitzfenstern in den Längswänden und einem in der hinteren Wand beleuchtet. Die Außenwände werden durch acht Türme verstärkt, je zwei an den Außenwänden und zwei an den nördlichen Ecken. Die Türme haben unterschiedliche Formen, von quadratisch über polygonal bis rund.
Von dem reich geschmückten Portal ist der obere Teil fast vollständig verloren. Es wird von mehreren Bordüren mit unterschiedlichen floralen und geometrischen Mustern umrahmt. Der Iwan ist von einem muschelartigen Gewölbebogen überdacht, der auf zwei Säulen mit Kapitellen aus doppelreihigen Akanthusblättern ruht. Oberhalb der Kapitelle ist jeweils eine Rosette aus Palmetten und Lotosblättern mit einem achteckigen Stern in der Mitte angebracht. Über der Tür befindet sich die gut erhaltene Bauinschrift. Im rechten Türrahmen ist eine weitere, unvollständige Inschrift zu sehen mit der Bedeutung: „Der Verwalter dieses gesegneten Hans ist …“ Rechts und links des Portals sind an den unteren Enden des Gewölbebogens zwei Löwen im Hochrelief zu sehen, über dem Rücken eine Sonnenscheibe mit menschlichem Gesicht. Löwe und Sonne sind als das Wappensymbol des Sultans bekannt und erscheinen auch auf seldschukischen Münzen aus seiner Regierungszeit.

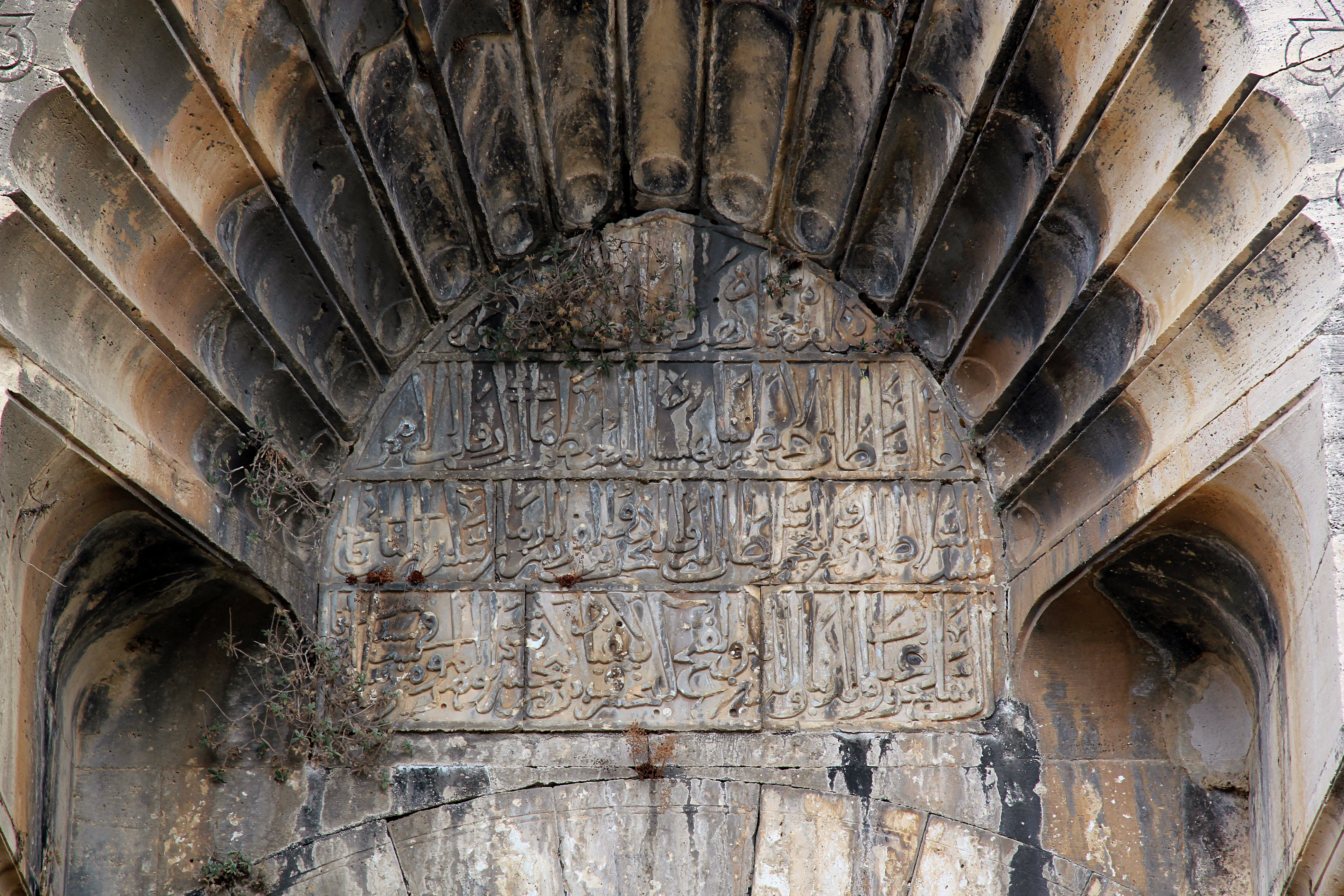
Bauinschrift
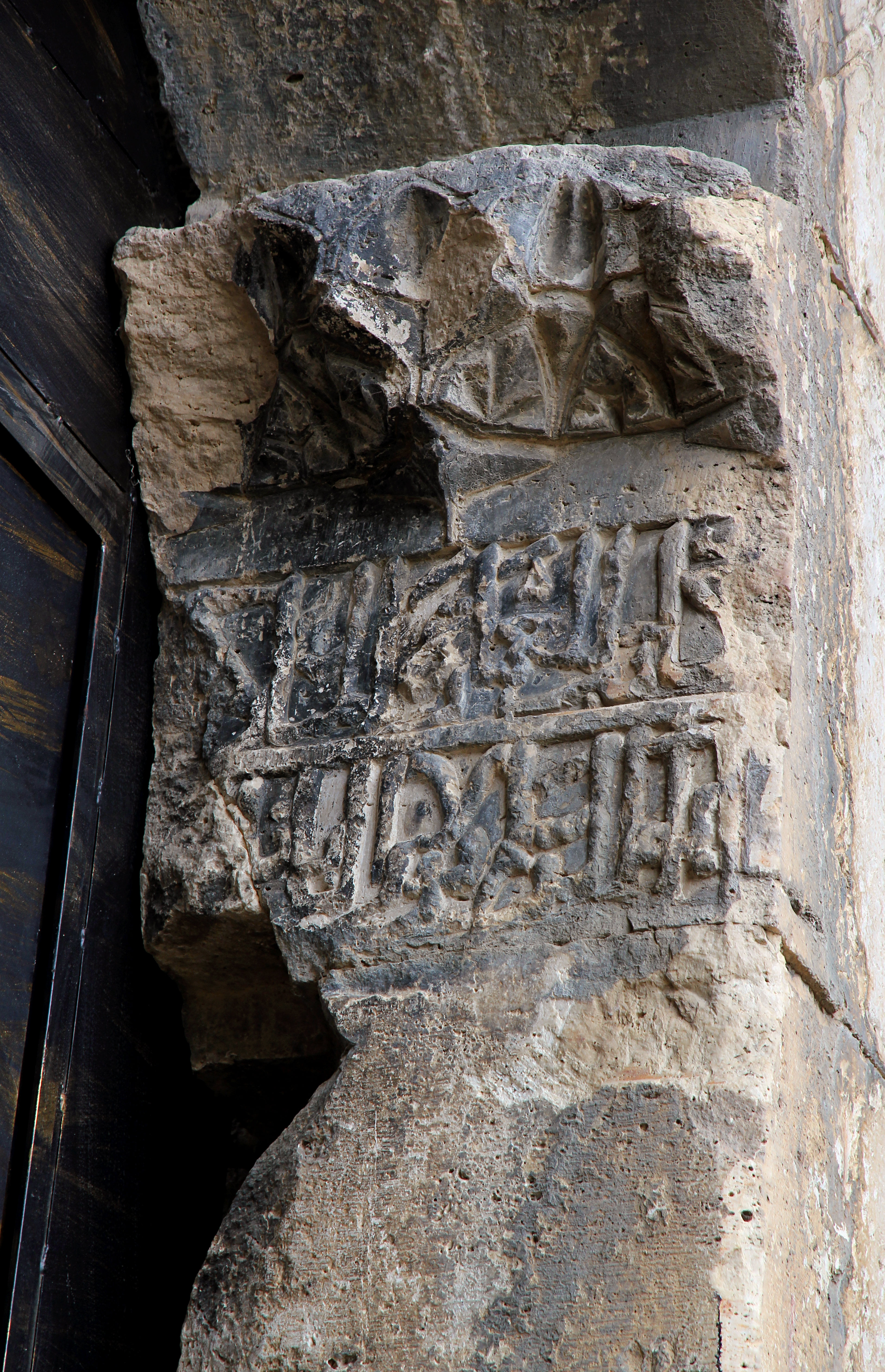
Inschrift im Türrahmen
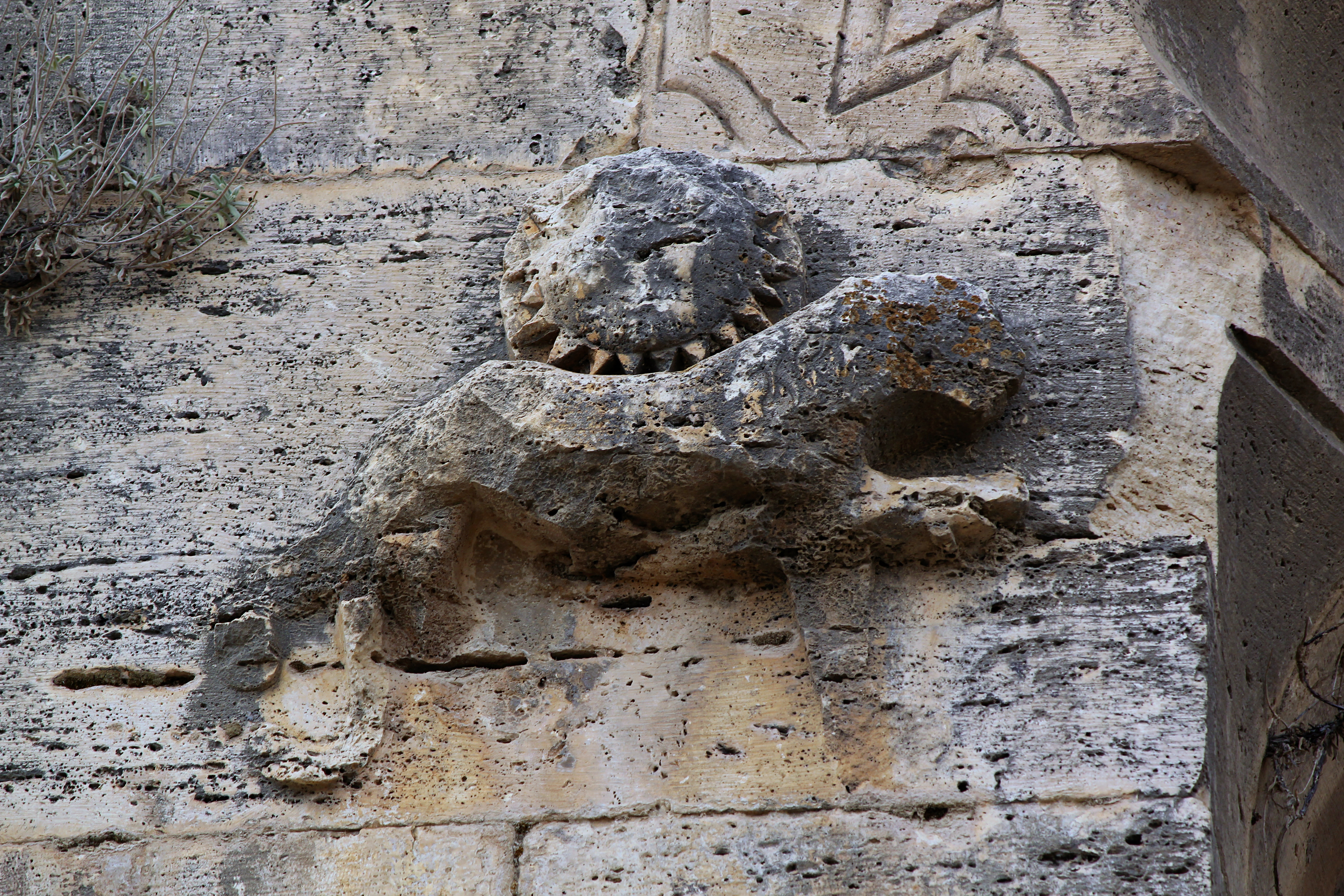
Linker Löwe
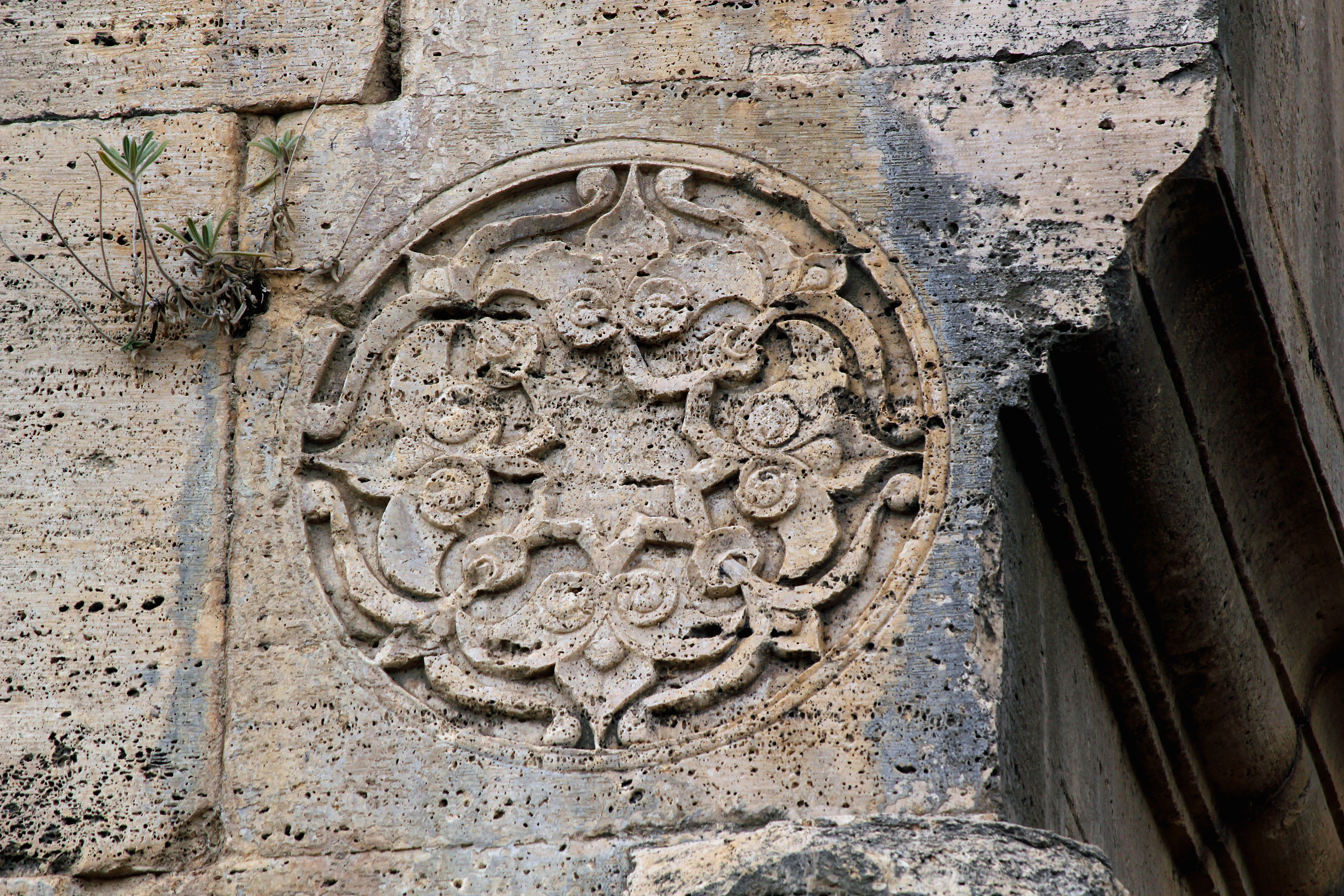
Rosette